# 1632
1632 (MDCXXXII) var ett skottår som började en torsdag i den gregorianska kalendern och ett skottår som började en söndag i den julianska kalendern.

## Händelser

### Januari
- Vid årets ingång förfogar den svenska krigsmakten över cirka 150.000 man (att jämföra med 18.000 tio år tidigare), av vilka många är utländska legoknektar.

### Februari
- 22 februari – Galileo Galilei ger ut Dialog om de två världssystemen.
- 28 februari – Svenskarna besegras av kejsarens trupper i slaget vid Bamberg.

### Mars
- 21 mars – Svenskarna erövrar Nürnberg.

### April
- 5 april – Då svenskarna går över floden Lech uppstår en drabbning med de kejserliga, varvid Tilly blir dödligt sårad.
- 14 april – Svenskarna erövrar Augsburg.

### Maj
- 7 maj – Svenskarna erövrar München.

### Juni
- 30 juni – Gustav II Adolf grundar universitetet i Dorpat (Tartu universitet).
- Svenskarna börjar befästa Nürnberg.
- Wallenstein slår läger utanför staden.

### September
- 1 september – Svenskarna misslyckas med ett försök att storma Wallensteins läger. Lennart Torstenson tillfångatas.
- 3 september – Svenskarna besegras av kejsarens trupper i slaget vid Nürnberg.
- Gustav II Adolf tågar söderut för att angripa de kejserliga arvländerna, varvid Donauwörth erövras.
- Wallenstein marscherar norrut och infaller i Sachsen, Sveriges bundsförvant.

### Oktober
- Gustav II Adolf bryter upp från Bayern för att undsätta Sachsen.

### November
- 5 november – Svenskarna besegrar kejsarens trupper i slaget vid Rippach.

Slaget vid Lützen.

- 6 november – Svenskarna besegrar kejsarens trupper i Slaget vid Lützen, men Gustav II Adolf stupar i slaget.[1]

### December
- 8 december – Budet om Gustav II Adolfs död når Stockholm. Rådet övertar riksstyrelsen och den sexåriga Kristina hyllas som regerande drottning av Sverige, men får en förmyndarstyrelse (ledd av Axel Oxenstierna) på grund av sin omyndighet.

### Okänt datum
- Wallenstein intar Prag varefter den sachsiska hären utrymmer Böhmen.

## Födda
- 8 januari – Samuel von Pufendorf, tysk jurist och historiker.
- 2 februari – Göran Göransson Gyllenstierna, svensk greve och riksråd.
- 9 februari – Peter Schnack, svensk ämbetsman.
- 29 augusti – John Locke, engelsk filosof.
- 24 oktober – Antonie van Leeuwenhoek, holländsk naturvetare.
- 30 oktober (20 oktober g.s.) – Christopher Wren, engelsk arkitekt.
- oktober (okänt datum) – Jan Vermeer, nederländsk konstnär.
- 24 november – Baruch Spinoza, nederländsk-judisk filosof.
- 28 november (18 november g.s.) – Jean-Baptiste Lully, italiensk-fransk tonsättare.
- 16 december – Erik Benzelius d.ä., svensk ärkebiskop 1700–1709.
- datum okänt  – Bárbara Coronel, spansk skådespelare.

## Avlidna
- 25 januari – Maria Andreae, tysk apotekare.
- 7 februari – Margareta Gonzaga (hertiginna av Lothringen)
- 23 februari – Giambattista Basile, neapolitansk diktare, hovman och sagosamlare.
- 30 april – Sigismund, kung av Polen sedan 1587 och av Sverige 1592–1599.
- 22 augusti – Klas Horn, svensk ämbetsman, riksråd, landshövding.
- 6 november (16 november n.s.) – Gustav II Adolf, kung av Sverige sedan 1611 (stupad i slaget vid Lützen).
- 18 november – Ludovico Ludovisi, italiensk kardinal.

### Fotnoter
1. ↑  Det hände i dag - 6 november